# Synagogue de la rue Heydukova
La synagogue de la rue Heydukova (slovaque : Synagóga na Heydukovej ulici), aussi appelée la synagogue orthodoxe de Bratislava (Ortodoxná synagóga v Bratislave), est la seule synagogue encore en activité à Bratislava, capitale de la Slovaquie. Conçue par l'architecte juif slovaque Artur Szalatnai (sk), elle est construite de 1923 à 1926 dans un style cubiste dans la vieille ville.
Protégée comme monument culturel national de Slovaquie, la synagogue est un exemple important de l'architecture religieuse slovaque du XXe siècle. Elle est une des quatre synagogues toujours actives aujourd'hui en Slovaquie, et la seule à Bratislava, les deux autres synagogues de la capitale ayant été démolies au XXe siècle. Le Musée de la communauté juive de Bratislava, installé à l'étage supérieur de la synagogue, dispose d'une exposition intitulée « Les Juifs de Bratislava et leur patrimoine », ouverte au public durant la saison estivale.

## Architecture
L'architecte Artur Szalatnai est sélectionné à l'issue d'un concours pour le projet de la nouvelle synagogue. Il s'agit d'une de ses premières grandes réalisations après l'achèvement de ses études à Budapest. À l'époque de la construction, il n'y avait pas de maison dans la rue Heydukova. L'extérieur de la synagogue est constitué d'une colonnade à sept piliers, sans tour, qui donne sur la rue Heydukova. L'entrée, qui se trouve sur le côté est, est accessible par le petit corridor reliant la rue à la cour intérieure de la synagogue. À l'intérieur, le sanctuaire, dont la structure est faite de béton et d'acier, combine des détails cubistes contemporains et des éléments historicistes.